# Martin Augsthaler

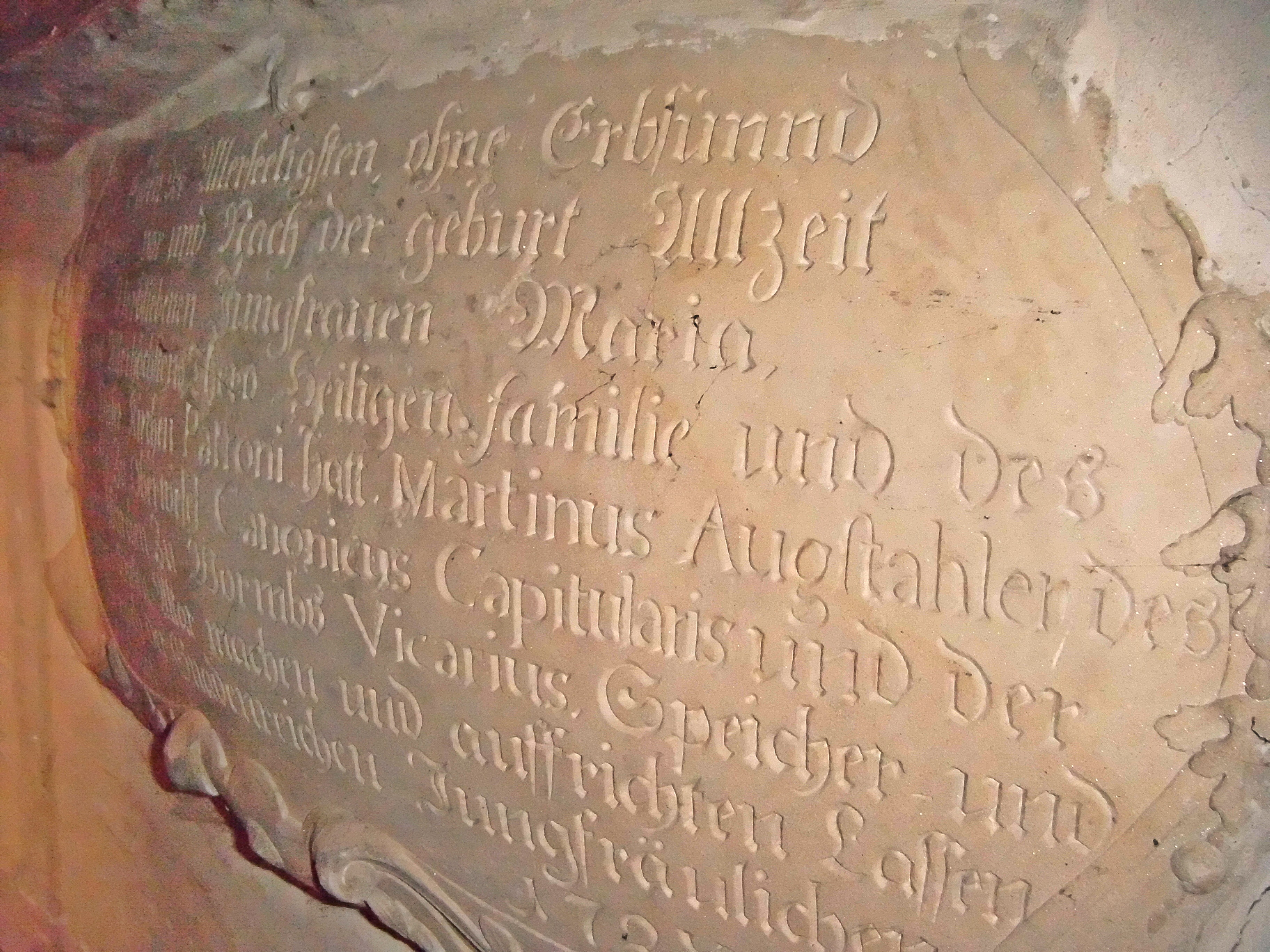
Stifterinschrift Martin Augsthalers am Altar in St. Stephan, Sausenheim

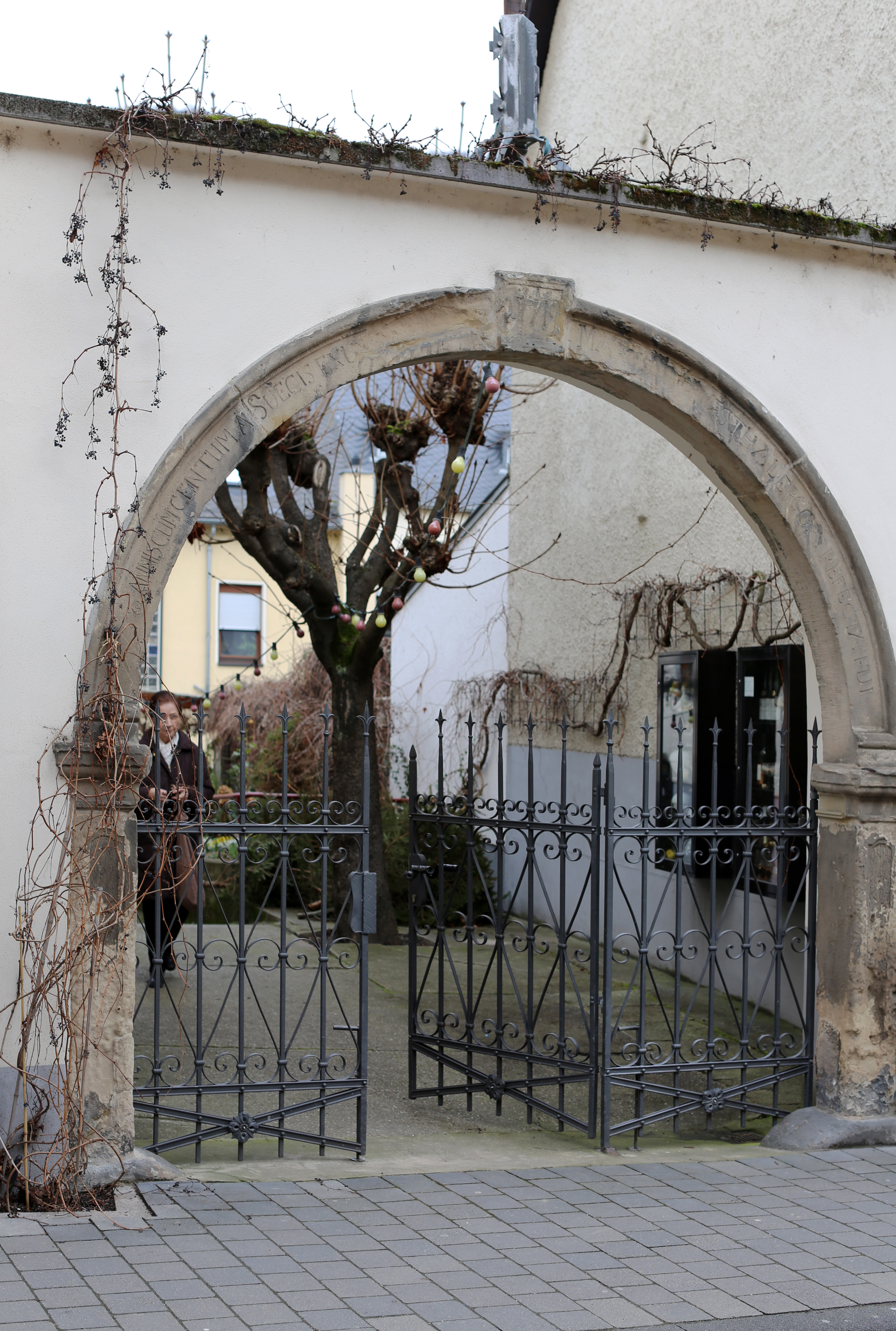
Torbogen des ehemaligen Hofgutes von Martin Augsthaler, mit seiner Bauinschrift.

Martin Augsthaler, auch Martin Augstahler (* vor 1711; † um 1749) war ein deutscher  Stiftskapitular in Oberwesel sowie Domherr im Bistum Worms und im Erzbistum Trier.

## Leben

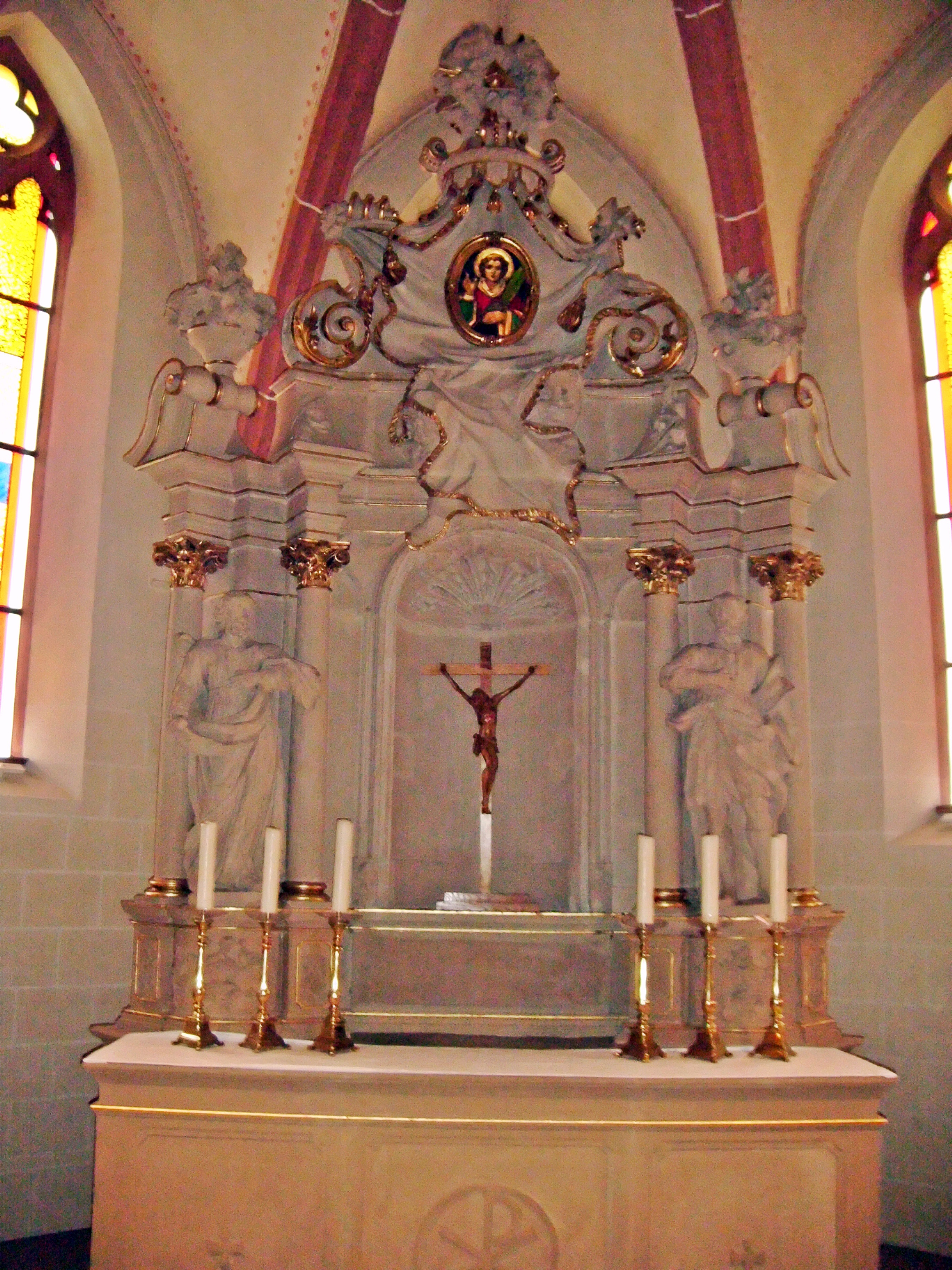
Der von Martin Augsthaler gestiftete Hochaltar von St. Stephan in Grünstadt-Sausenheim

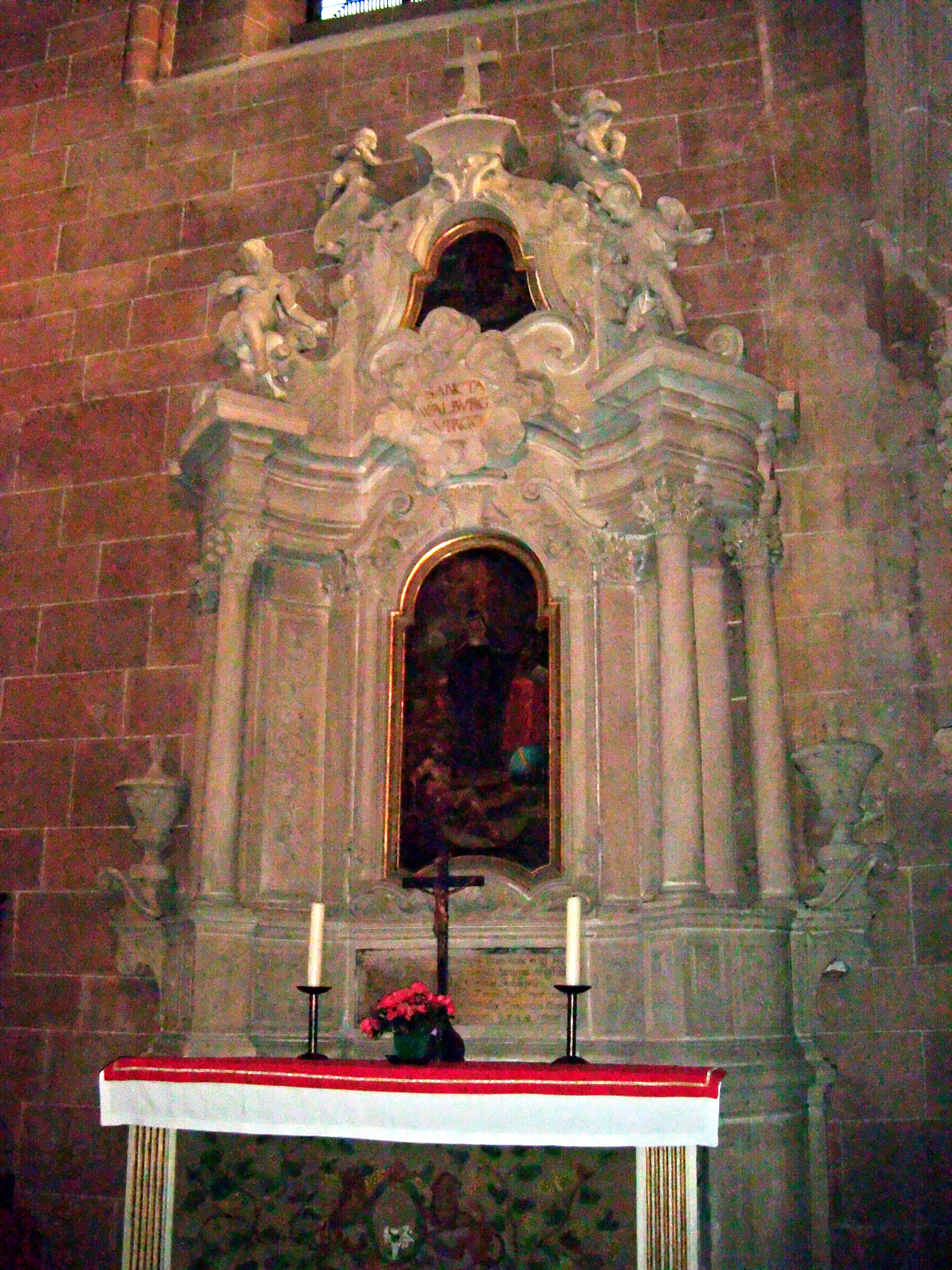
Der von Martin Augsthaler gestiftete Walburgis Altar im Wormser Dom

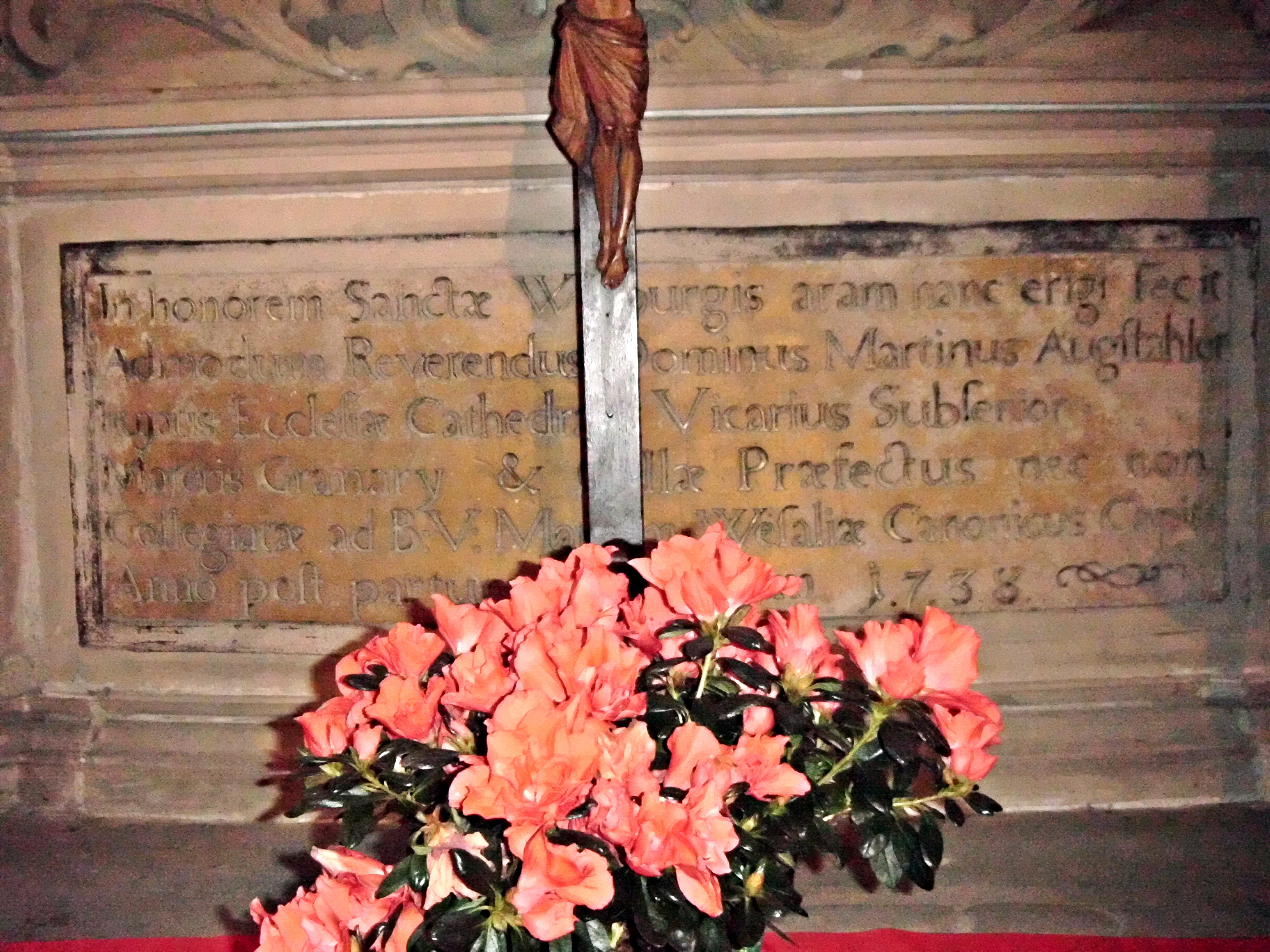
Stifterinschrift Augsthalers am Walburgis Altar im Wormser Dom

Martin Augsthaler trug keinen Adelstitel und stammte wohl aus bürgerlichen Kreisen. Aufgrund  diverser Stiftungen zugunsten der Kirche scheint er recht wohlhabend gewesen zu sein. Der Name seiner Eltern, Leonhard und Catharina Augsthaler, ergibt sich aus dem Kirchenbucheintrag zur Heirat seiner Schwester, 1711 im Wormser Dom. 
Bereits 1712 tritt er in Pfeddersheim urkundlich als Speichermeister des Wormser Domstiftes auf. In dieser Eigenschaft sorgte er für eine ordnungsgemäße Aufbewahrung und Lagerung der eingehenden Naturalabgaben (Getreide, Feldfrüchte etc.)
1725 legte Augsthaler den Grundstein zur neuen lutherischen Peterskirche in Sausenheim, die auf Verlangen der Leininger Grafen als dortigen Landesherren, von ihrem katholischen Patronatsinhaber, dem Wormser Domkapitel, weiterhin finanziell unterhalten werden musste. 1740 ließ er hier auch die zugehörige Zehntscheune renovieren.
Als Trierer Domvikar wurde Martin Augsthaler 1727, vom zuständigen Patronatsherrn Graf  Karl Kaspar von der Leyen (1655–1739), zum Kanoniker und Kapitular am Liebfrauenstift Oberwesel präsentiert. In Oberwesel existiert ein ehemaliges Hofgut von Augsthaler, mit einem 1719 bezeichneten Barock-Torbogen der seine Bauinschrift trägt. Es ist der einzige bekannte Wohnsitz eines Oberweseler Stiftsherrn außerhalb der Stiftsimmunität. Nach der Erbauungs-Jahreszahl 1719 scheint er ihn schon besessen zu haben, bevor er 1727 dort Stiftsherr wurde; unklar ist, ob er dort als Stiftskapitular lebte.  
1728 ließ der Geistliche, in der katholischen Kirche St. Stephan zu Sausenheim, einen barocken Hochaltar aus gelbem Sandstein errichten. Er weist als Besonderheit oben einen Durchbruch mit Glasgemälde des Kirchenpatrons St. Stephan auf, das von einem dahinter befindlichen Fenster beleuchtet wird. Sausenheim gehörte bis 1801 zum Bistum Worms und das Patronatsrecht der Kirche besaß das Wormser Domkapitel. Ausweislich der Stifterinschrift (1728) auf der Rückseite des Altars war Augsthaler zu jener Zeit Stiftskapitular in Oberwesel, Domvikar in Worms sowie Speicher- und Kellermeister des Wormser Domstifts. Zusätzlich zur Dedikation an den Kirchenpatron Stephanus ließ der Domvikar in dem Text vermerken, dass er den Altar auch „zu Ehren der Allerseligsten, ohne Erbsünde empfangenen, vor und nach der Geburt allzeit unbefleckt gebliebenen Jungfrauen Maria, Mutter des Allerhöchsten“ errichtet hat. Er scheint demnach ein ausgesprochener Marienverehrer gewesen zu sein und bezeugt hier interessanterweise bereits 1728 vorweg den Glaubenssatz der Unbefleckten Empfängnis, welcher erst 1854 verbindlich dogmatisiert wurde. Als Schöpfer des Altars wird der Bildhauer Balthasar Barban aus Hettenleidelheim angegeben, ein Schwager von Martin Augsthaler. Er hatte am 16. Februar 1711, im Wormser Dom, die Schwester des Priesters geheiratet.
Einen größeren Hochaltar ähnlicher Machart – möglicherweise ebenfalls von seinem Verwandten gefertigt – stiftete Augsthaler 1738 für den Wormser Dom, wo er sich an der Ostwand des nördlichen Querschiffs befindet. Er ist der Hl. Walburga geweiht und trägt frontseitig, auf der Predella, eine Dedikationsinschrift (1738) des Klerikers. Diese weist ihn auch für 1738 als Domvikar zu Worms, Stiftskapitular in Oberwesel sowie Speicher- und Kellermeister des Wormser Domstifts aus. Außerdem heißt es hier, er sei der Subsenior (also wohl der zweitälteste) der Wormser Domvikare.
Martin Augsthaler starb um 1749. In jenem Jahr erhielt das (als Ruine erhaltene) Minoritenkloster Oberwesel testamentarisch von ihm 1500 Gulden zum Aufbau der dortigen Lateinschule.